# کارل استرومشیک
کارل استرومشیک (چکی: Karel Stromšík؛ زادهٔ ۱۲ آوریل ۱۹۵۸) بازیکن فوتبال اهل جمهوری چک بود.
از باشگاه‌هایی که در آن بازی کرده‌است می‌توان به دوکلا پراگ، باشگاه فوتبال سلانگور، و باشگاه فوتبال اسلوان براتیسلاوا اشاره کرد.
وی همچنین در تیم ملی فوتبال چکسلواکی بازی کرده‌است.